# سیارک ۱۳۲۰۰
سیارک ۱۳۲۰۰ (به انگلیسی: 13200 Romagnani، نامگذاری:1997EQ40) سیزده هزار و دویستمین سیارک کشف شده‌است که در ۱۳ مارس ۱۹۹۷ کشف شد.
قدر مطلق سیارک برابر ۱۵٫۱۰ است.